# Fay-sur-Lignon
Fay-sur-Lignon là một xã thuộc tỉnh Haute-Loire nam trung bộ nước Pháp. Xã Fay-sur-Lignon nằm ở khu vực có độ cao từ 1079-1380 mét trên mực nước biển.
Sông Lignon du Velay chảy qua xã này.